# Allodia curvipes
Allodia curvipes är en tvåvingeart som först beskrevs av Gabriel Strobl 1895.  Allodia curvipes ingår i släktet Allodia och familjen svampmyggor. Inga underarter finns listade i Catalogue of Life.